# Eye of the soundscape
Eye of the soundscape is een verzamelalbum van Riverside. In het bijbehorend bokewerkje wordt het album als volgt toegelicht. Gedurende de jaren voorafgaen nam Riverside muziek op die of op de plank bleef liggen of die later zodanig anders gearrangeerd werd dat zij (haast) onherkenbaar op muziekalbums terecht kwam. Duda, leider van Riverside, stofte de in zijn ogen interessante nummers af en bewerkte ze hier en daar. Hij en gitarist Pjotr Grudzinski, aan wie het album is opgedragen, zagen in basis veel ambientmuziek (zogenaamde soundscapes) op hun afkomen. De gitarist maakte echter de uitgave niet meer mee. 
For Grudzień: This is our last journey together so we dedicate this album to you, Brother. In our hearts you will stay forever.
In Nederland (plaats 60), België (Vlaanderen (122) en Wallonië (121)), Duitsland (69) en Zwitserland (92) wist het voor een week een plaats in de albumlijsten te bemachtigen. In thuisland Polen haalde het de vierde plaats in vijf weken notering.

## Musici
- Mariusz Duda – loops en percussie (behalve "Heavenland", "Promise" en "Eye of the Soundscape"); basgitaar (CD1: 1-3; CD2: 1, 2, 4); akoestische gitaar (CD1: 1, 2 en 4; CD2: 1, 3, 4, 7); zang (CD1: 1, 3 en 5; CD2: 1, 2); toetsinstrumenten op "Nigh Session - Part One", "Sleepwalkers" en "Machines"; ukulele op "Night Session - Part Two", "Rainbow Trip" en "Promise"; fretless bas op "Aether"
- Michał Łapaj – toetsinstrumenten (behalve "Heavenland" en "Promise"); synthesizers (behalve "Nigh Session - Part Two, "Heavenland" en "Promise"); elektrische piano op "Night Sessions"; piano op "Heavenland"; orgel op "Eye of the Soundscape"
- Piotr Grudziński – elektrische gitaar(behalve "Shine", "Heavenland" en "Machines")
- Piotr Kozieradzki – drumstel op "Rapid Eye Movement"

met
- Marcin Odyniec – saxofoon op "Night Session - Part Two"

## Muziek
| Nr. | Titel                                     | Duur  |
| --- | ----------------------------------------- | ----- |
| 1.  | Where the river flows (2016)              | 10:53 |
| 2.  | Shine (2016)                              | 4:09  |
| 3.  | Rapid eye movement (2016 mix) (2007/2016) | 12:40 |
| 4.  | Night session-part one (2013)             | 10:40 |
| 5.  | Night session-part two (2013)             | 11:35 |

| Nr. | Titel                               | Duur  |
| --- | ----------------------------------- | ----- |
| 1.  | Sleepwalkers (2016)                 | 7:19  |
| 2.  | Rainbow trip (2016 mix) (2008/2016) | 6:19  |
| 3.  | Heavenland (2015)                   | 4:59  |
| 4.  | Return (2015)                       | 6:50  |
| 5.  | Aether (2015)                       | 8:43  |
| 6.  | Machines (2015)                     | 3:53  |
| 7.  | Promise (2015)                      | 2:44  |
| 8.  | Eye of the soundscape (2016)        | 11:30 |